# Spilosoma javana
Spilosoma javana är en fjärilsart som beskrevs av Rothschild 1910. Spilosoma javana ingår i släktet Spilosoma och familjen björnspinnare. Inga underarter finns listade i Catalogue of Life.